# Parti uni des travailleurs (Dominique)
Pour les articles homonymes, voir Parti uni des travailleurs.
Le Parti uni des travailleurs (en anglais United Workers' Party (UWP)) est un parti politique de Dominique fondé en 1988 et d'idéologie centriste. Avec 4 sièges sur 21 au Parlement de Dominique, il constitue aujourd'hui le plus important parti d'opposition.

## Historique
Le Parti uni des travailleurs (UWP) est fondé en 1988 par Edison James, Julius Timothy, Norris Prevost, Dennis La Bassiere et d'autres personnalités dominicaises. Lors des élections de 1990, il remporte 6 des 21 sièges et devient l'opposition officielle au gouvernement d'Eugenia Charles. En 1995, l'UWP gagne 11 sièges lors des élections générales et son leader, Edison James, devient Premier ministre de la Dominique.
Aux élections du 31 janvier 2000, l'UWP remporte 43,3% du vote populaire et 9 élus sur 21 députés. Le parti devient donc l'opposition et Edison James le leader of the Opposition en continuant à diriger le parti. Lors des élections du 5 mai 2005, l'UWP perd 1 siège et en 2007 et Edison James est remplacé par Earl Williams, mais cette élection est conflictuelle et un député de l'UWP rejoint alors le Parti travailliste de la Dominique réduisant encore le groupe parlementaire du parti. En décembre 2009, l'UWP ne gagne que trois sièges face aux dix-huit du Parti travailliste, mais cette élection est contestée et lors des élections partielles de 2010, l'UWP gagnent deux nouveaux députés, Hector John devient le nouveau leader of the Opposition. Cependant en 2012, c'est Edison James qui redevient le nouveau leader de l'UWP lors d'une convention du parti.